# Форум Траяна

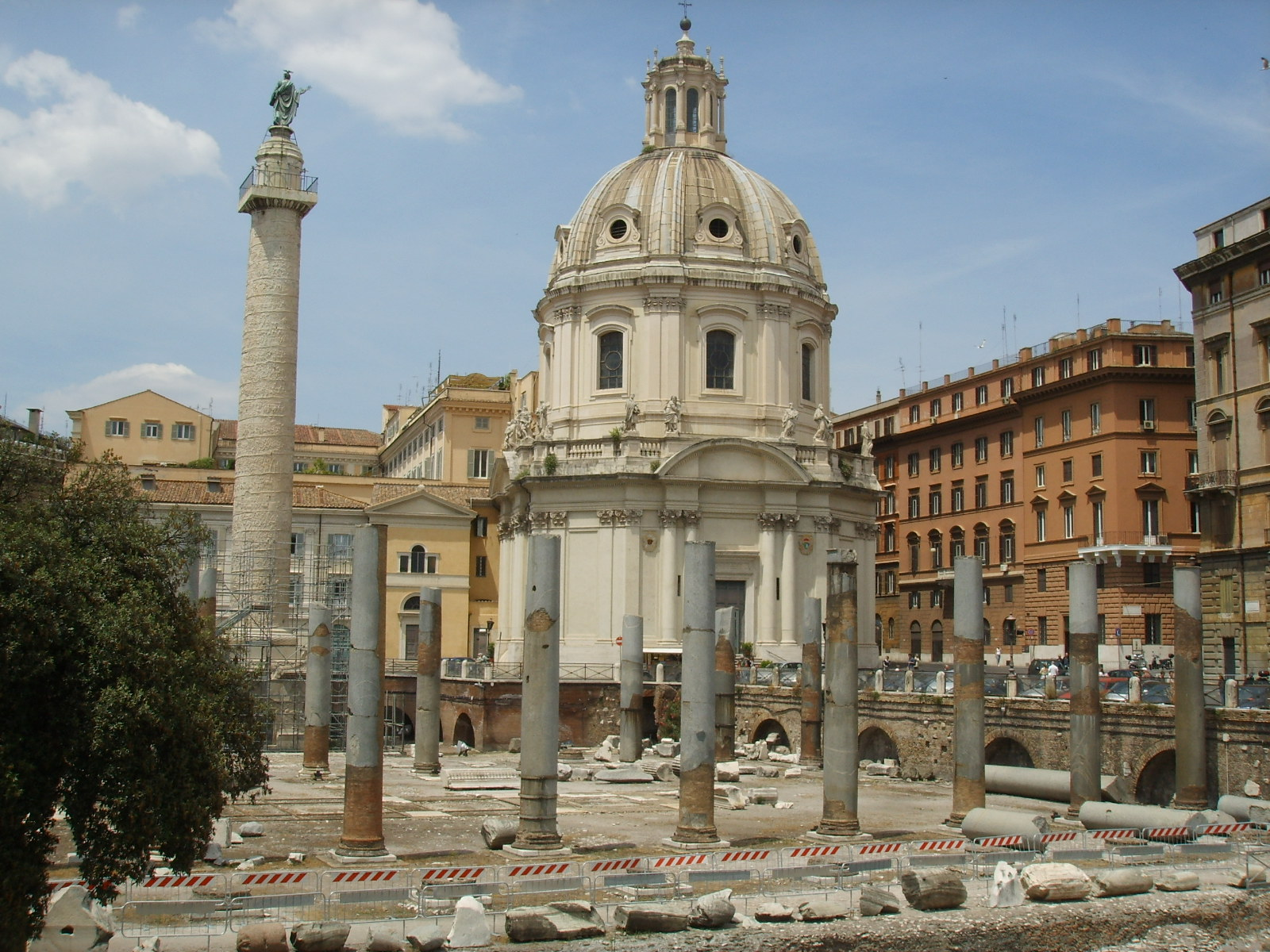
Базиліка Ульпія та форум Траяна

Форум Траяна (лат. Forum Traiani) — хронологічно останній з імперських форумів Риму. Форум був збудований архітектором Аполлодором з Дамаска.

## Історія
Форум був побудований за наказом імператора Траяна і був прикрашений трофеями, привезеними після завоювання Дакії в 106. Згідно з Римським альманахом Fasti Ostiensi форум відкритий у 112, колона Траяна у 113. Для побудови форуму були необхідні великі земляні роботи: робочі прибрали схили Квіринала і Капітолійського пагорба, які закривали долину, зайняту імператорськими форумами в напрямку Марсового поля. Можливо, що земляні роботи було розпочато ще за часів імператора Доміціана, але проєкт форуму цілком і повністю належав Аполлодору з Дамаску, який також супроводжував імператора Траяна в дакійських кампаніях. Під час будівництва форуму в Римі також були споруджені ринок Траяна, Форум Цезаря (де також була побудована базиліка аргентаріїв), і було відреставровано храм Венери Праматері.

## Вигляд
Форум мав вигляд численних критих колонад розміром 200 на 120 метрів з екседрами (глибокими нішами з місцями для сидіння уздовж стін) з двох сторін. Головним входом на форум на південній стороні була тріумфальна арка увінчана колісницею яка запряжена шестіркою коней. Базиліка Ульпія знаходиться на північному кінці колонади, вимощеної білим мармуром і прикрашеної великою кінною статуєю Траяна. На північ від базиліки розташовувалася менша колонада і храм, присвячений божественному Траяну. Строго на півночі від базиліки Ульпія розташовувалися дві бібліотеки, одна з латинськими документами, інша з грецькими. Між двома бібліотеками стояла 38 метрова колона Траяна. В середині IV століття імператор Констанцій II під час відвідин Риму був у захваті від кінної статуї Траяна і навколишніх будівель. Візит імператора і будівлі форуму були описані давньоримським істориком Амміаном Марцелліном. У наш час збереглися тільки частини ринку і колона Траяна.